# Mateo Retegui
Mateo Retegui (San Fernando, 29 de abril de 1999) es un futbolista argentino nacionalizado italiano que juega de delantero en el Al-Qadisiyah F. C. de la Liga Profesional Saudí. También es internacional con la selección de fútbol italiana.

## Biografía
Nacido en San Fernando, en sus inicios deportivos jugó hockey sobre césped, disciplina que practicó su padre, Carlos Retegui, quien fue técnico de la Selección femenina de hockey sobre césped de Argentina hasta 2021. Su madre, María de la Paz Grandoli, es también una exjugadora de hockey del Club Pucará e integrante del equipo argentino que ganó el primer campeonato mundial júnior de la especialidad en Tarrasa (Cataluña, España) en 1993, que luego se denominarían las Leoncitas y fueron base fundamental para las futuras Leonas. Su hermana, Micaela Retegui, ganó la medalla de plata en hockey sobre césped, en los Juegos Olímpicos de Tokio 2020.
Tiene ciudadanía italiana por ascendencia, gracias a sus abuelos maternos originarios de Canicattì (Sicilia, Italia).

## Trayectoria

### Boca Juniors
Llegó a Boca Juniors para jugar en la sexta división. Empezó jugando de mediocampista con Coqui Raffo, pero un año después con la destitución de Raffo llegó Claudio Vivas, quien lo cambió de posición a delantero por su gran técnica a la hora de definir.
Sin debut pero formando parte del equipo principal obtuvo su primer título con Boca, la Superliga argentina de 2017-18. Sus buenas actuaciones en reserva hicieron que el técnico Guillermo Barros Schelotto lo llevara a primera. El día 17 de noviembre de 2018 hizo su debut oficial con la dorsal 38, entrando  frente a Patronato por la fecha 13 de la Superliga argentina de 2018-19 a los 83 minutos en reemplazo de Carlos Tévez.

### Estudiantes de La Plata
En 2019 es traspasado a Estudiantes de La Plata en condición de préstamo. Es recordado en dicho club por su gran actuación en el partido en que Estudiantes, por la fecha 12 de la Superliga argentina de 2019-20, derrotó 1 a 0 a Gimnasia y Esgrima La Plata (su clásico rival) como visitante, con un gol de Retegui convertido desde afuera del área.

### Talleres (C)
En 2020 fue cedido a Talleres (C), donde disputó solamente nueve partidos en su primera temporada. Finalmente, convirtió siete goles, incluyendo en un partido, en sesenta y una presencias.

### Tigre
En 2022 fue traspasado a Tigre. Convirtió tres goles en la Copa de la Liga Profesional 2022 con el matador, incluyendo uno decisivo el 11 de mayo de ese mismo año frente a River Plate por los cuartos de final de dicho torneo. Anotó diecinueve goles en veintiséis partidos en la Liga Profesional 2022, siendo el goleador del torneo.

### Genoa C. F. C.
El 26 de julio de 2023, llega al Genoa C. F. C. a cambio de quince millones de euros. Tras el gran recibimiento de la gente, Mateo Retegui jugó una temporada con el club antes de ser vendido, jugando treinta y un partidos y anotando nueve goles.

### Atalanta B. C.
El 7 de agosto de 2024, Atalanta B. C. se queda con Retegui para disputar la Liga de Campeones a cambio de veintidós millones de euros con la posibilidad de que aumente el monto por los tres millones extras por objetivos a cumplir. Al surgir de las inferiores de Boca Juniors, Boca recibirá alrededor de seiscientos mil euros, por su parte, River Plate (el cual fue su primer club desde los doce hasta los quince años) recibiría ciento ochenta mil euros por los mecanismos de solidaridad. Además, por su paso por Estudiantes La Plata y los derechos de formación que le corresponden, a las arcas del club ingresarán una suma cercana a los ciento veinticinco mil euros, lo que corresponde al 0,5 % del monto total.
En la temporada 2024/25 causó sensación en la Serie A, ganando cómodamente el premio Capocannoniere tras una prolífica temporada de 25 goles con el Atalanta, tercer clasificado. Fue un desastre toda la temporada, anotando cuatro goles en un partido contra el Verona y un hat-trick contra su antiguo club, el Génova. En la Champions League marcó tres goles.

### Al-Qadisiyah F.C.
El 9 de julio de 2025 fue adquirido por el Al-Qadisiyah Football Club de Arabia Saudita hasta 2029 por la suma de 67 millones de euros a cambio de la totalidad del pase, cobrando 20 millones de euros. Debido a los mecanismos de solidaridad, el Atalanta deberá pagar el 5% del total y dividirlo entre todos los clubes donde el jugador haya pasado antes de cumplir 23 años (River, Tigre, Estudiantes, Talleres y Boca).
Finaliza su ciclo en el club italiano con 49 partidos, 28 goles y 9 asistencias. Por su parte, el conjunto saudí finalizó cuarto en la última campaña liguera con  68 unidades y siendo subcampeones de la Copa del Rey de Campeones, donde cayeron en la final ante el Al-Ittihad. El fichaje del joven delantero italiano no fue el único que intentó Al-Qadisiyah, también tuvieron intenciones de incorporar a Moise Kean, de la Fiorentina, y a Jonathan David, quien pasó del Lille a la Juventus.

## Selección nacional
Siendo elegible para jugar por Italia al haber adquirido la ciudadanía por su ascendencia, en febrero de 2023 fue preseleccionado por Roberto Mancini para unirse a la selección italiana, con vistas a la clasificación para la Eurocopa 2024. El 18 de marzo del mismo año recibió su primera convocatoria oficial. Hizo su debut oficial el 23 de marzo contra Inglaterra, en el estadio Diego Armando Maradona de Nápoles. Marcó su primer gol a los diez minutos del segundo tiempo, en lo que fue una derrota por 2 a 1.
El 21 de marzo de 2024 en un partido amistoso disputado en el Chase Stadium de los Estados Unidos, Italia vencía 2 a 1 a Venezuela con doblete de Mateo Retegui y consiguió los mejores elogios de la prensa italiana.
El 6 de junio de 2024 salió la lista oficial de Luciano Spalletti para la Eurocopa 2024, donde Mateo Retegui figura como uno de los delanteros convocados. Con esto, se convirtió en el primer juvenil en la historia de Boca Juniors y el primer exjugador de Tigre en disputar el máximo torneo de selecciones europeas. No logró anotar goles en 151 minutos disputados y, como vigentes campeones, fueron eliminados en octavos de final.

### Participaciones en Eurocopas
| Copa          | Sede     | Resultado        | Partidos | Goles |
| ------------- | -------- | ---------------- | -------- | ----- |
| Eurocopa 2024 | Alemania | Octavos de final | 4        | 0     |

## Estadísticas

### Clubes
Actualizado al último partido disputado el 25 de mayo de 2025.
| Club | Div.                | Temporada           | Liga  | Liga  | Liga   | Copas nacionales(1) | Copas nacionales(1) | Copas nacionales(1) | Copas internacionales(2) | Copas internacionales(2) | Copas internacionales(2) | Total(3) | Total(3) | Total(3) |
| Club | Div.                | Temporada           | Part. | Goles | Asist. | Part.               | Goles               | Asist.              | Part.                    | Goles                    | Asist.                   | Part.    | Goles    | Asist.   |
| --- | ------------------- | ------------------- | ----- | ----- | ------ | ------------------- | ------------------- | ------------------- | ------------------------ | ------------------------ | ------------------------ | -------- | -------- | -------- |
| C. A. Boca Juniors Argentina | 1.ª                 | 2018-19             | 1     | 0     | 0      | —                   | —                   | —                   | —                        | —                        | —                        | 1        | 0        | 0        |
| C. A. Boca Juniors Argentina | Total club          | Total club          | 1     | 0     | 0      | 0                   | 0                   | 0                   | 0                        | 0                        | 0                        | 1        | 0        | 0        |
| Estudiantes de La Plata Argentina | 1.ª                 | 2018-19             | 3     | 0     | 0      | 5                   | 0                   | 0                   | —                        | —                        | —                        | 8        | 0        | 0        |
| Estudiantes de La Plata Argentina | 1.ª                 | 2019-20             | 18    | 4     | 0      | 3                   | 1                   | 0                   | —                        | —                        | —                        | 21       | 5        | 0        |
| Estudiantes de La Plata Argentina | Total club          | Total club          | 21    | 4     | 0      | 8                   | 1                   | 0                   | 0                        | 0                        | 0                        | 29       | 5        | 0        |
| C. A. Talleres Argentina | 1.ª                 | 2020                | —     | —     | —      | 11                  | 1                   | 0                   | —                        | —                        | —                        | 11       | 1        | 0        |
| C. A. Talleres Argentina | 1.ª                 | 2021                | 24    | 4     | 1      | 20                  | 2                   | 2                   | 6                        | 0                        | 1                        | 50       | 6        | 4        |
| C. A. Talleres Argentina | Total club          | Total club          | 24    | 4     | 1      | 31                  | 3                   | 2                   | 6                        | 0                        | 1                        | 61       | 7        | 4        |
| C. A. Tigre Argentina | 1.ª                 | 2022                | 27    | 19    | 2      | 15                  | 4                   | 1                   | —                        | —                        | —                        | 42       | 23       | 3        |
| C. A. Tigre Argentina | 1.ª                 | 2023                | 21    | 11    | 1      | 1                   | 0                   | 0                   | 6                        | 1                        | 0                        | 28       | 12       | 1        |
| C. A. Tigre Argentina | Total club          | Total club          | 48    | 30    | 3      | 16                  | 4                   | 1                   | 6                        | 1                        | 0                        | 70       | 35       | 4        |
| Genoa C. F. C. · Italia | 1.ª                 | 2023-24             | 29    | 7     | 2      | 2                   | 2                   | 1                   | —                        | —                        | —                        | 31       | 9        | 3        |
| Genoa C. F. C. · Italia | Total club          | Total club          | 29    | 7     | 2      | 2                   | 2                   | 1                   | 0                        | 0                        | 0                        | 31       | 9        | 3        |
| Atalanta B. C. · Italia | 1.ª                 | 2024-25             | 36    | 25    | 8      | 2                   | 0                   | 1                   | 11                       | 3                        | 0                        | 49       | 28       | 9        |
| Atalanta B. C. · Italia | Total club          | Total club          | 36    | 25    | 8      | 2                   | 0                   | 1                   | 11                       | 3                        | 0                        | 49       | 28       | 9        |
| Total en su carrera | Total en su carrera | Total en su carrera | 159   | 70    | 14     | 60                  | 10                  | 5                   | 23                       | 3                        | 1                        | 242      | 84       | 20       |
| (1) Incluye datos de la Copa Argentina, Copa de la Liga, Trofeo de Campeones y Copa Italia.(2) Incluye datos de la Copa Sudamericana, Champions League y Supercopa de la UEFA.(3) No incluye goles en partidos amistosos. |                     |                     |       |       |        |                     |                     |                     |                          |                          |                          |          |          |          |

### Hat-tricks
| 1 | 5 de octubre de 2024 | Atleti Azzurri d'Italia, Bérgamo | Atalanta BC - Genoa C&FC       |  | 5 - 1 | Serie A 2024-25 |
| 2 | 8 de febrero de 2025 | Marcantonio Bentegodi, Verona    | Hellas Verona FC - Atalanta BC |  | 0 - 5 | Serie A 2024-25 |

## Palmarés

### Campeonatos nacionales
| Título           | Equipo       | País      | Año     |
| ---------------- | ------------ | --------- | ------- |
| Primera División | Boca Juniors | Argentina | 2017-18 |

### Distinciones individuales
| Distinción                                        | Año  |
| ------------------------------------------------- | ---- |
| Máximo goleador de la Primera División (19 goles) | 2022 |
| Jugador del mes de la Serie A (Octubre)           | 2024 |
| Máximo goleador de la Serie A (25 goles)          | 2025 |
| Mejor delantero de la Serie A                     | 2025 |